# Tadeusz Szczepański
Tadeusz Stanisław Szczepański (ur. 16 czerwca 1947 w Pleszewie) – polski historyk filmu, krytyk, tłumacz, kulturoznawca, profesor PWSFTviT w Łodzi, znany szczególnie ze swoich prac na temat kina europejskiego, w tym Ingmara Bergmana, kina skandynawskiego i kina rosyjskiego.

## Kariera naukowa
Absolwent Liceum im. Stanisława Staszica w Pleszewie. W latach 1965–1969 studiował polonistykę na Uniwersytecie Adama Mickiewicza w Poznaniu, w latach 1969–1971 filmoznawstwo (jako specjalność polonistyki) na Uniwersytecie Łódzkim, gdzie w latach 1971–1981 był zatrudniony w Katedrze Teorii Literatury, Teatru i Filmu. Od 1977 do 1984 wykładał w PWSFTviT w Łodzi, a w 1981 otrzymał zatrudnienie na Wydziale Humanistycznym Uniwersytetu Gdańskiego, gdzie w 1982 uzyskał stopień doktora. W roku 1998 został adiunktem w Instytucie Filologii Polskiej UMK, w tym samym roku habilitował się na Wydziale Filologiczno-Historycznym Uniwersytetu Gdańskiego (tytuł rozprawy: Zwierciadło Ingmara Bergmana). W 2002 został profesorem nadzwyczajnym na Uniwersytecie Gdańskim i profesorem nadzwyczajnym w PWSFTviT w Łodzi. Obecnie jest zatrudniony na stanowisku profesora nadzwyczajnego Uniwersytetu Mikołaja Kopernika w Toruniu, gdzie wykłada historię filmu i prowadzi seminaria magisterskie; jest także profesorem na Wydziale Produkcji Filmowej i Telewizyjnej PWSFTviT i w Instytucie Kulturoznawstwa UWr; prowadzi wykłady na studiach podyplomowych Instytutu Sztuki Polskiej Akademii Nauk, na kierunku "filmoznawstwo". 
Wypromował ok. 50 prac magisterskich i 1 doktorską. Ich tematyka to: współczesna kinematografia polska, związki literatury i filmu, historia polskiej krytyki filmowej.
W latach 1972–1973 odbywał staż naukowy w Katedrze Kulturoznawstwa Uniwersytetu Wrocławskiego, w latach 1976-1977 przebywał na dziewięciomiesięcznym stypendium we Wszechzwiązkowym Państwowym Instytucie Kinetografii w Moskwie, w 1984 odbył trzymiesięczny kurs języka szwedzkiego w Uniwersytecie w Uppsali, w 1986 uzyskał dwumiesięczne stypendium Muzeum Augusta Strindberga w Sztokholmie, na przełomie lat 1987 i 1988 odbywał 9-miesięczne Studium Języka i Literatury Francuskiej w Centre des Etudes Françaises na Université Stendhal w Grenoble. W latach 1994–2003 współpracował ze Studium Sztuk Plastycznych i Realizacji TV w Ostromecku (później Camerimage Film School w Toruniu).
Ojciec Piotra Szczepańskiego (ur. 1975), operatora i reżysera filmowego. Mieszka w Łodzi.

## Działalność naukowa i publicystyczna
Zainteresowania badawcze prof. Szczepańskiego sięgają m.in. historii filmowej awangardy, twórczości Siergieja Eisensteina, związków teatru i filmu, filmu europejskiego, kinematografii rosyjskiej i skandynawskiej, kina autorskiego (w tym twórczości Ingmara Bergmana).
W 1980 został redaktorem naczelnym Wytwórni Filmów Oświatowych w Łodzi, w latach 1988–1994 redagował dwumiesięcznik „Film na świecie”, a od 1991 był red. naczelnym pisma. Publikuje m.in. w „Dialogu”, „Odrze”, „Kwartalniku filmowym” oraz w „Kinie”, którego jest stałym współpracownikiem.  
Jest członkiem Komitetu Nauk o Sztuce Polskiej Akademii Nauk, Stowarzyszenia Filmowców Polskich.

## Nagrody i wyróżnienia
- 1993 – Nagroda Przewodniczącego Komitetu Kinematografii „Laterna Magica” za wybitne zasługi dla kultury filmowej
- 1999 – Nagroda Polskiej Akademii Nauk w dziedzinie historii sztuki (za lata 1998–1999) za książkę Zwierciadło Bergmana
- 1999 – Nagroda Miasta Gdańska w dziedzinie kultury za książkę Zwierciadło Bergmana
- 1999 – Nagroda im. Bolesława Michałka za książkę Zwierciadło Bergmana
- 2003 – Złoty Krzyż Zasługi
- 2022 – Nagroda ZAiKS-u im. Krzysztofa Teodora Toeplitza w dziedzinie piśmiennictwa filmowego[3]

Źródło:.

### Publikacje książkowe

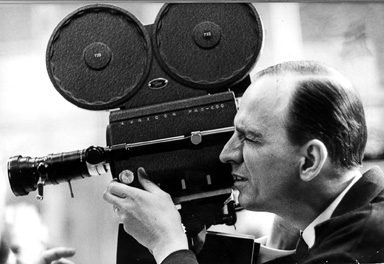
Ingmar Bergman (1918–2007) - szwedzki reżyser filmowy i teatralny, scenarzysta oraz producent filmowy, uważany za jednego z najbardziej wpływowych twórców w historii kina; opisywany w publikacjach Tadeusza Szczepańskiego

### Opracowania i prace zbiorowe

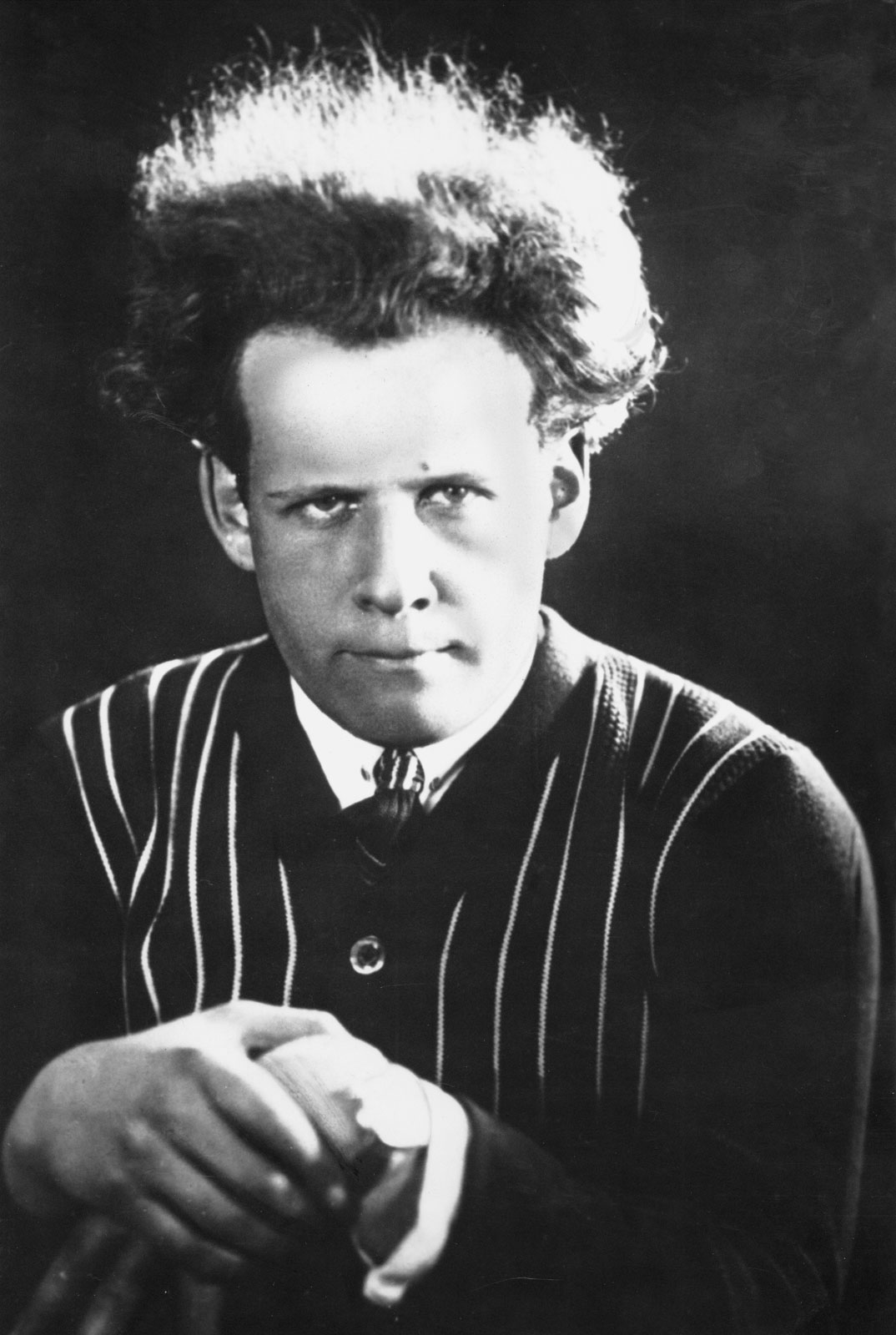
Siergiej Eisenstein (1898–1948) - rosyjski reżyser, scenarzysta, montażysta, operator filmowy, scenograf filmowy i teatralny oraz teoretyk filmu; bohater publikacji Tadeusza Szczepańskiego